# Lamborghini Jalpa
El Lamborghini Jalpa (también denominado como Lamborghini Jalpa P350) es un automóvil deportivo producido por el fabricante de automóviles italiano Lamborghini desde 1981 hasta 1988. El Jalpa fue el sucesor del modelo anterior y similar, el Lamborghini Silhouette. El nombre "Jalpa" provenía del nombre de una famosa ganadería de toros de lidia en México, siguiendo la tradición de Lamborghini de poner a los modelos nombres relacionados con la tauromaquia.

## Desarrollo y diseño

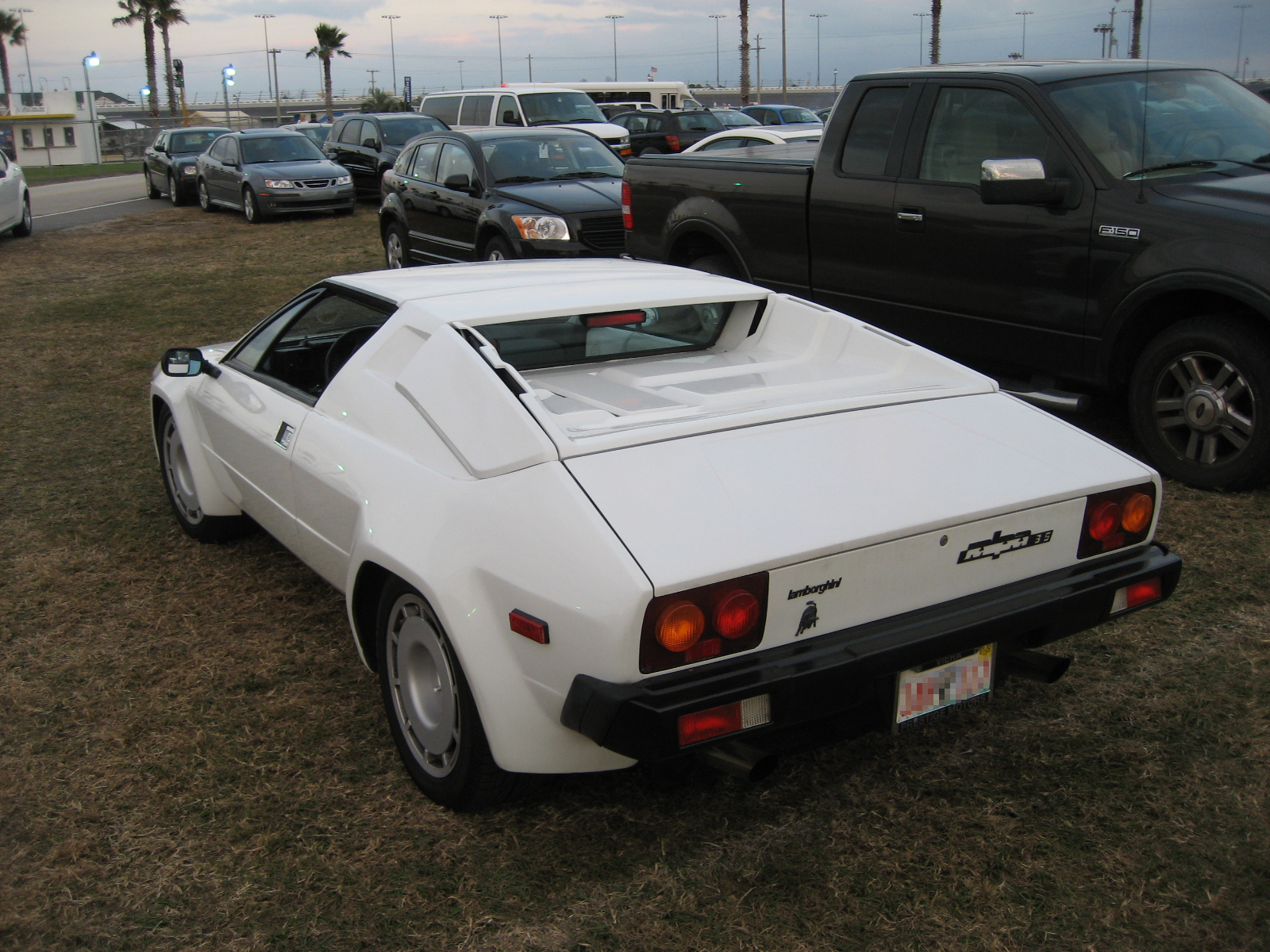
Vista posterior del Jalpa, con los componentes plásticos del color de la carrocería y luces traseras redondas

El Jalpa fue un desarrollo de su predecesor: el Silhouette y previsto para ocupar un papel como Lamborghini más "accesible", mucho más barato que el Countach. Al igual que su predecesor, el Jalpa fue equipado con un motor V8 colocado transversalmente. La carrocería fue diseñada y construida por Bertone, y era producida por la empresa Silver Car de Turín. Fueron realizadas varias modificaciones en el diseño de la carrocería (que consistieron en cambiar las tomas de aire, la cubierta del motor y el parachoques delantero, entre otros detalles), y el interior fue rediseñado. En marzo de 1981 el prototipo del Jalpa fue presentado al público en el Salón del Automóvil de Ginebra. Este prototipo, pintado de color bronceado y metalizado brillante, tenía el motor V8 de 3 litros usado en el Silhouette, y no el motor V8 del Jalpa de producción, y además tenía un alerón trasero, el cual nunca fue instalado en el Jalpa de producción. Comparado con el Countach, el Jalpa es mucho más fácil de conducir, teniendo una mejor visibilidad y siendo más fácil de manejar en tráfico intenso y en velocidades lentas. Sin embargo, el Jalpa tiene varios defectos en su habitáculo: la posición de los asientos no es perfecta, y por la noche, los instrumentos reflejan sus luces en el parabrisas, y las luces de otros vehículos que circulan en sentido contrario se reflejan en el cristal vertical de custodia situado tras los asientos, devolviendo los reflejos de los faros en el retrovisor central. Originalmente los componentes plásticos de la parte trasera (tomas de aire y la cubierta del motor) eran negros, y llevaba las luces traseras rectangulares del Silhouette. Sin embargo, en 1984 el plástico se cambió, y en vez de ser de color negro era del color de la carrocería y, además, fueron instaladas unas luces traseras redondas.

## Mecánica
El motor V8 del Jalpa tiene un bloque hecho de aleación ligera y aluminio. Este motor, de 3,5 litros, puede desarrollar 255 CV (190 kW) de potencia, y es el mismo que fue usado en el Urraco P300 y en el Silhouette, pero en comparación con el motor de estos modelos anteriores, el del Jalpa tiene la carrera del pistón aumentada a 75 mm (lo que le proporciona más cilindrada), y tiene un diámetro de pistón de 86 mm. La caja de cambios es manual, con cinco marchas. El embrague es hidráulico, con un diámetro de disco de 241 mm. La dirección es de cremallera. La suspensión es independiente en las cuatro ruedas, con barras estabilizadoras McPherson en la parte delantera y en la parte trasera.

### Relación de marchas
| Marcha   | 1       | 2       | 3       | 4       | 5       | Conducción final |
| -------- | ------- | ------- | ------- | ------- | ------- | ---------------- |
| Relación | 2.933:1 | 2.105:1 | 1.565:1 | 1.185:1 | 0.870:1 | 4.00:1           |

## Rendimiento
Lamborghini declaró que el Jalpa podía acelerar de 0 a 100 km/h (62 mph) en 6 segundos, y de 0 a 160 km/h (100 mph) en 19,1 segundos. Sin embargo, la revista Classic & Sports Car citó un tiempo de 0-60 mph en 6,8 segundos y de 0-100 mph en 16 segundos.
La velocidad máxima oficial del Jalpa fue de 234 km/h (146 mph), pero han sido afirmadas velocidades más altas. Hay fuentes en donde se menciona que puede alcanzar los 246 km/h (153 mph), o los 260 km/h (161,2 mph).

## Equipamiento
En su interior, el Lamborghini Jalpa estaba equipado de serie con aire acondicionado, radiocasete AM/FM estéreo, revestimientos en cuero, espejos retrovisores regulados electrónicamente y elevalunas eléctricos. El automóvil también estaba equipado con unas llantas Campagnolo de aleación ligera y vidrios tintados. La carrocería disponía de techo targa con un panel desmontable, al igual que la carrocería del Silhouette.

## Producción
En comparación con la producción del Silhouette, la del Jalpa fue bastante más exitosa; entre marzo de 1981 y julio de 1988 se fabricaron 419 unidades. En julio de ese año, debido a la caída de las ventas en 1987, los nuevos propietarios de Lamborghini, Chrysler, habían decidido poner fin a la producción del Jalpa. Otras fuentes indican que en total se fabricaron 410 o 420 unidades de este modelo.

## Jalpa Spyder
En 1987 se diseñó y construyó un prototipo con carrocería descapotable, este prototipo era el Lamborghini Jalpa Spyder (también denominado Jalpa Speedster). La parte delantera de este prototipo se dejó sin cambios respecto a la del Jalpa de producción, pero la parte trasera tenía unas líneas similares a las del prototipo Athon de 1980. Sin embargo, el prototipo del Jalpa Spyder fue dejado de lado, ya que el diseño de la capota no era adecuado. Fue estacionado en un aparcamiento de la fábrica de Sant'Agata Bolognese, y después de estar abandonado durante años y de que algunos de sus componentes fuesen retirados, se salvó del desguace para ser restaurado, y hoy es exhibido en el Museo de Ferruccio Lamborghini.

## Especificaciones

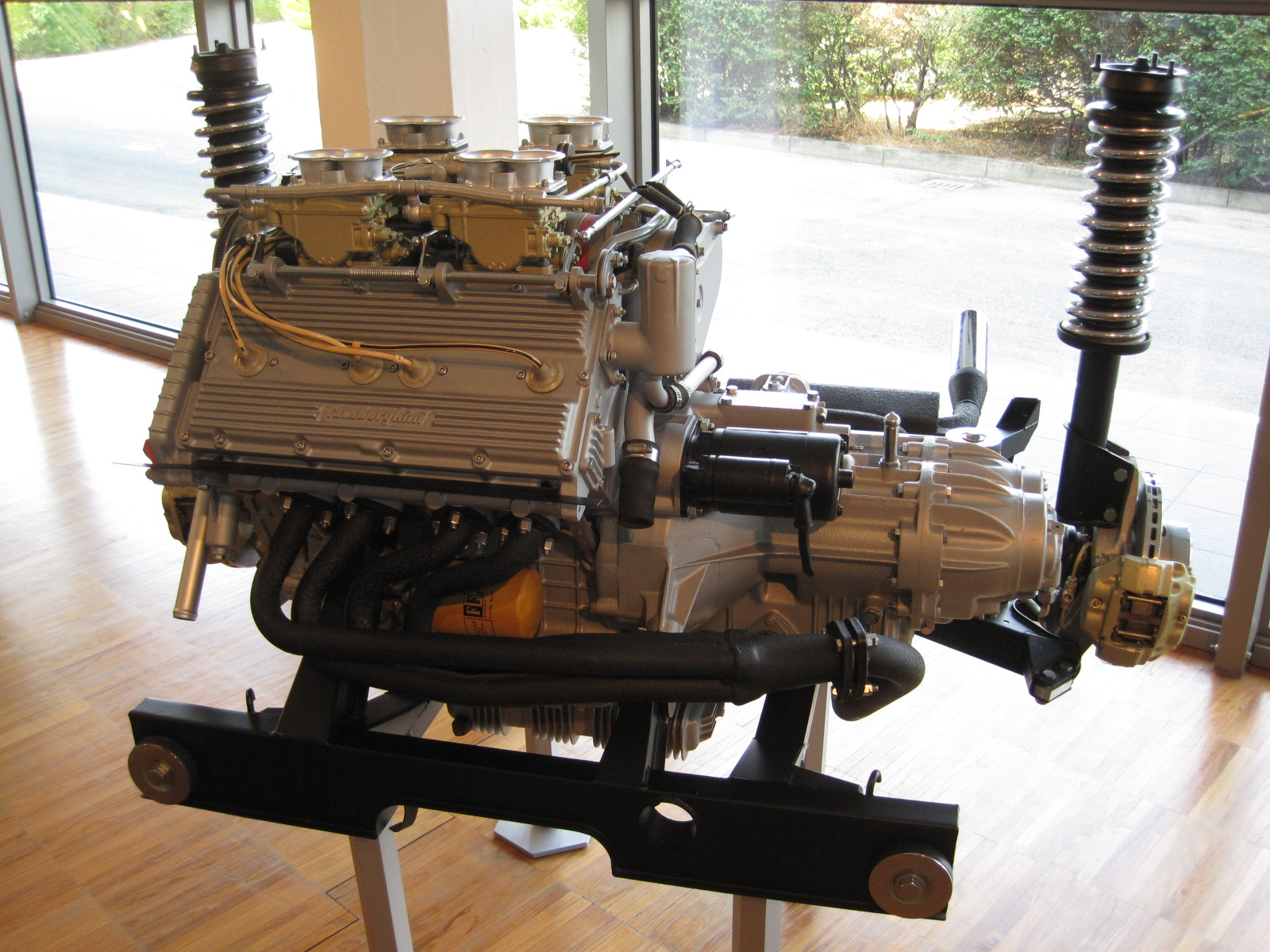
V8 en el Museo Lamborghini

| Ficha técnica          | Lamborghini Jalpa                                                                                      |
| Motor                  | 8 cilindros en V DOHC a 90°, 16 válvulas (2 válvulas por cilindro).                                    |
| Cilindrada             | 3485 centímetros cúbicos.                                                                              |
| Alimentación           | 4 carburadores Weber 42 DCNF.                                                                          |
| Relación de compresión | 9.2:1                                                                                                  |
| Potencia máxima        | 255 CV a 7.000 rpm.                                                                                    |
| Par máximo             | 313 Nm a 3.500 rpm.                                                                                    |
| Transmisión            | Caja de cambios manual de 5 velocidades.                                                               |
| Suspensión             | Independiente en todas las ruedas.                                                                     |
| Frenos                 | Servo asistidos, con discos ventilados de 254 mm los frontales y los traseros.                         |
| Ruedas                 | Llantas: Campagnolo de 7.5 x 16" las delanteras y las traseras Neumáticos: 205/55 VR 16 - 225/50 VR 16 |
| Tanque                 | 80 litros                                                                                              |
| Velocidad máxima       | 234 km/h (146 mph).                                                                                    |
| Aceleración            | 0 a 100 km/h en 6 segundos.                                                                            |
| Precio                 | 58.000 $.                                                                                              |
| Valor actual           | Modelo de 1982: 18.900 $. Modelo de 1988: 32.900 $.                                                    |